# Даниловка (Казахстан)
Дани́ловка (каз. Даниловка) — село у складі Павлодарського району Павлодарської області Казахстану. Входить до складу Єфремовського сільського округу.
Населення — 66 осіб (2021; 40 у 2009, 296 у 1999, 603 у 1989).
Національний склад станом на 1989 рік:
- казахи — 48 %
- росіяни — 28 %